# Лидь (приток Чагоды)
Лидь — река в Бокситогорском районе Ленинградской области и Чагодощенском районе Вологодской области Российской Федерации, левый приток реки Чагодоща (бассейн Волги). Длина реки — 146 км, площадь бассейна — 1570 км².
В вепсском языке слово «ледаху» означало «песчаное».

## Течение

Бассейн Рыбинского водохранилища и Белого озера

Берёт начало в озере Святозеро южнее границы Вологодской и Ленинградской области. Высота истока — 200,9 м над уровнем моря. Впадает в реку Чагодща западнее посёлка Чагода. Высота устья — 129,3 м над уровнем моря.
В бассейн реки входят Вялгозеро и Лидское озеро.

## Притоки
Межница (Обломна), Нижиковка, Веуч, Сурогинский.

## Флора и фауна
Наиболее часто встречающиеся виды рыб: плотва, налим, окунь, щука, елец. Реже попадаются: хариус.

## Хозяйственное использование
В 1960—1970 гг., ближе к истоку, реку активно использовали для молевого лесосплава. По берегам реки располагалось большое количество лесозаготовительных артелей. В районе посёлка Трёсно была построена небольшая гидроэлектростанция, питавшая электроэнергией сеть узкоколейных железнодорожных веток, предназначенных для вывоза и доставки лесоматериала к реке, для последующего лесосплава. Далее, по течению, в районе посёлка Заборье, сплавляемый лесоматериал подготавливался и отправлялся по железной дороге на переработку.

## Населённые пункты
- деревня Сидорово
- деревня Остров
- деревня Петрово
- деревня Пожарище
- деревня Белячиха
- деревня Боброзеро
- деревня Радогощь
- деревня Лидь
- посёлок Великий Двор
- посёлок Заборье
- деревня Поток
- посёлок Тургошь

## Данные водного реестра
По данным государственного водного реестра России, относится к Верхневолжскому бассейновому округу, водохозяйственный участок реки — Молога от истока до устья, речной подбассейн реки — реки бассейна Рыбинского водохранилища. Речной бассейн реки — (верхняя) Волга до Куйбышевского водохранилища (без бассейна Оки).
По данным геоинформационной системы водохозяйственного районирования территории РФ, подготовленной Федеральным агентством водных ресурсов:
- Код водного объекта в государственном водном реестре — 08010200112110000006894
- Код по гидрологической изученности (ГИ) — 110000689
- Код бассейна — 08.01.02.001
- Номер тома по ГИ — 10
- Выпуск по ГИ — 0